# 国際連合東スラヴォニア・バラニャおよび西スレム暫定統治機構

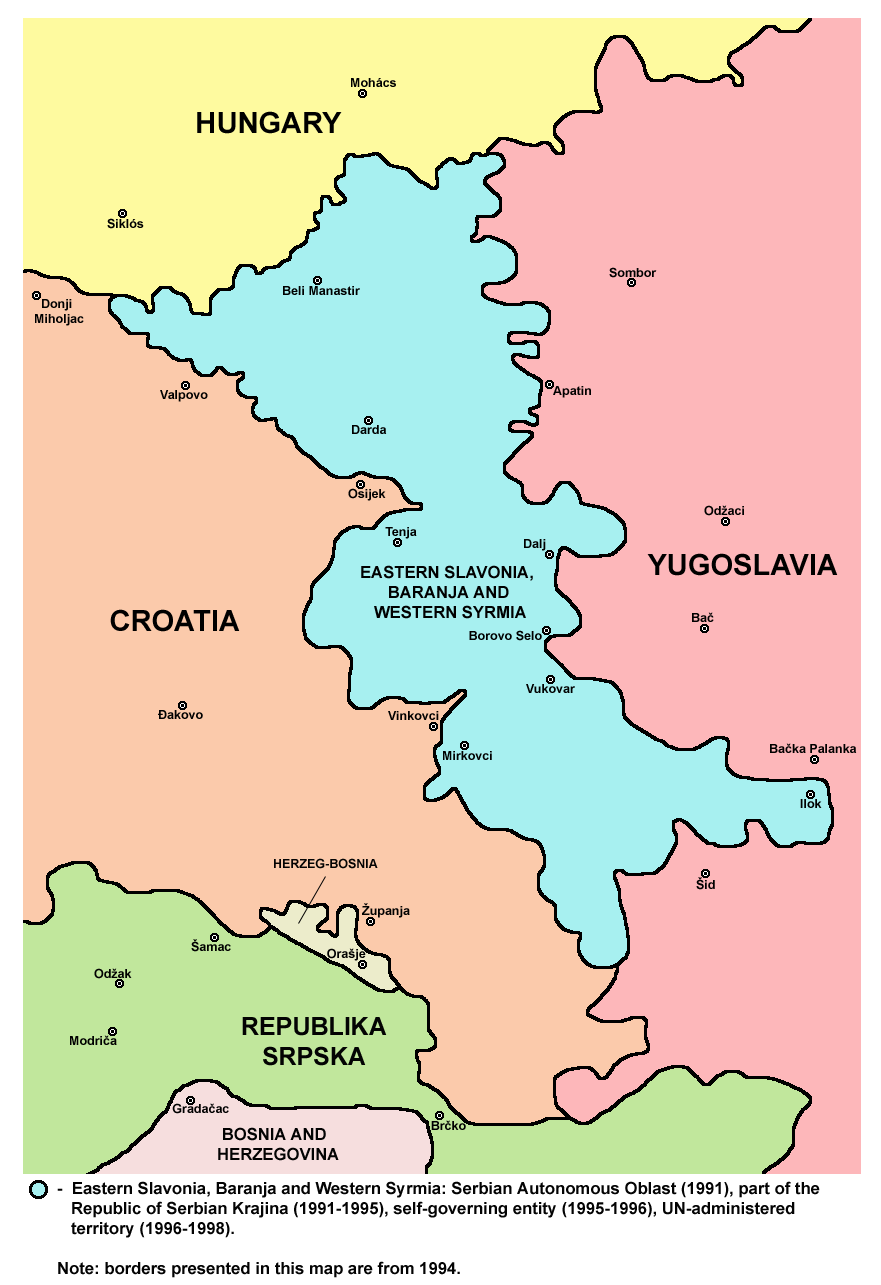

国際連合東スラヴォニア・バラニャおよび西スレム暫定統治機構（こくさいれんごうひがしスラヴォニア・バラニャおよびにしスレムざんていとうちきこう、英語: United Nations Transitional Administration for Eastern Slavonia, Baranja and Western Sirmium, UNTAES）は、クロアチアに展開した国際連合平和維持活動。1996年1月15日の国際連合安全保障理事会決議1037により設立された。クロアチア紛争終結後のクロアチア最東部の東スラヴォニアにおいて、非武装化・難民帰還支援を含む、暫定的な統治を行なった。

## 概要
クロアチアの独立運動に伴い、クロアチア領内のセルビア人は少数民族となるため、これに対抗して1991年にクライナ・セルビア人共和国を設立した。このとき、クロアチア最東部の東スラヴォニアもセルビア人支配地域となっている。1995年のクロアチア軍による閃光作戦および嵐作戦により、西スラヴォニアやクロアチア中部のセルビア人支配地域はクロアチアの支配下へと移った。クロアチア最東部の地域であり、セルビアと接している東スラヴォニアはセルビア人領域下のままであった。同時期にはボスニア・ヘルツェゴビナ紛争にも関連して、NATO軍がセルビアへの攻撃を行い、結果として1995年11月12日にセルビア人勢力は東スラヴォニアのクロアチアへの移管に合意する。
これを受けて、国際連合安全保障理事会は1996年1月15日に決議1037を採択し、和平合意に従い東スラヴォニアはクロアチアへの行政権移譲までを国際連合が暫定統治することとした。国際連合東スラヴォニア・バラニャおよび西スレム暫定統治機構（UNTAES）が設立され、12ヶ月の期限で活動を行うこととなった。
クロアチアに展開した平和維持活動としては国際連合クロアチア信頼回復活動(UNCRO)に続くものであり、UNTAESは平和維持軍のほか、文民警察官などで構成されていた。任務は当地の非武装化や国際連合難民高等弁務官事務所(UNHCR)と協力としての難民帰還支援、治安維持および限定的な警察・司法機関の構築、民族対立に絡む人権侵害の抑止などである。認可された規模は兵員5,000名、軍事監視要員100名、文民警察官600名ほかに文民スタッフとなっている。最大規模は1996年10月時点の兵員5,009名、軍事監視要員95名、文民警察官457名ほかに文民スタッフであった。
UNTAESの活動期限は2度に渡り延長され、1998年1月15日が最終的な活動期限となった。東スラヴォニアはクロアチアの東スラヴォニア・バラニャおよび西スレム・セルビア人自治州となり、UNTAESは1998年1月16日よりクロアチア警察の活動監視を任務とする国際連合文民警察サポート・グループ(UNPSG)へと縮小・移管された。